# کومیکو اوگورا
کومیکو اوگورا (انگلیسی: Kumiko Ogura؛ زادهٔ ۵ ژوئیهٔ ۱۹۸۳) بدمینتون‌باز زن اهل ژاپن است.